# Heterogenys
Heterogenys is een geslacht van kreeftachtigen uit de klasse van de Malacostraca (hogere kreeftachtigen).

## Soorten
- Heterogenys microphthalma (Smith, 1885)
- Heterogenys monnioti Crosnier, 1987